# 이문욱
이문욱(李文彧)은 정유재란 때 인물로 출신이 분명하지 않다. 전 이름은 손문욱(孫文彧)이다.

## 출신
이문욱(李文彧)이 처음 조선실록에 등장한 것은, 선조실록 87권 선조 30년 4월 25일조에 기재된 경상감사(慶尙監司) 이용순(李用淳)의 서장(書狀)을 통해서였다. 서장은 이용순이 청도(淸道) 공생(貢生) 박계생(朴戒生, 혹은 김계생金戒生)을 심문한 것을 보고하는 내용이었다. 박계생은 일본군에게 붙잡혔던 피로인(被擄人)이었는데, 스스로를 고니시 유키나가(小西行長)의 부장(副將)이라고 칭하는 이문욱이라는 자의 비밀서신을 가지고 조선 진영으로 온 것이었다. 이용순이 박계생에게 피로된 경위를 묻자, 박계생은 승려를 따라 경산(慶山) 마암산(馬巖山)에 있던 중, 왜란 초기에 일본군에게 붙잡혀 부산포(釜山浦)에 억류되었고, 부산포에서 이문욱과 서로 만나고 난 후에 일본으로 끌려갔다고 진술하였다. 이 실록 기록만 보면 이문욱의 출신 고향조차 조선측에 알려지지 않은 것이다.
계속해서 박계생은 이문욱에 대하여 다음과 같이 진술한다. 일본에 도착한 이후, 이문욱은 글을 잘하고 용맹하여 관백(關伯) 도요토미 히데요시(豊信秀吉)가 재주를 시험해보고는 양자로 삼고 국성(國姓, 즉 도요토미豊臣)을 하사하였다. 이후 이문욱은 관두왜(館頭倭)의 시해 시도로부터 히데요시를 지켜내었고, 히데요시는 이문욱을 더욱 총애하였다. 이로 인해 이문욱은 시기하는 무리들로부터 히데요시의 첩을 간통했다는 모함을 받았으며, 히데요시는 이문욱을 차마 죽이지 못하고 대신 고니시의 부장으로 삼고 공을 세우고 돌아오라고 하며 부산으로 보냈다. 이 진술을 통해서, 이문욱이 고니시의 부장이 된 경위가 조선측에 밝혀지게 된다.
이후에도 조선조정에서는 이문욱의 실체를 파악하지 못하였다. 선조실록 89권 선조 30년 6월 2일조에 의하면, 선조가 “이문욱(李文彧)은 누구의 아들인가?”라 물었더니 유성룡(柳成龍)이 “알 수 없습니다.”라 말했다. 이에 선조는 “그와 같은 인물이라면 우리쪽으로 오게 하라. 비록 적진에 있는다 하여도 왜적의 적정을 통하게 하는 것도 좋을 것이다. 요즈음 같은 때에는 그렇게 하여도 좋을 때일 것이다.”고 했다. 또한 선조실록 89권 선조 30년 6월 18일조에 의하면, 윤두수(尹斗壽)가 선조에게 “이문욱(李文彧)이 우리 나라 사람이라면 분명 왜군 진영에서 나와 우리에게 돌아올 것입니다. 통사 박우춘(朴遇春)은 중국어와 일본어를 잘 하니 박우춘으로 하여금 이문욱을 불러오는 것이 좋을 것입니다.”라고 말했다. 조선 조정은 이문욱의 정체가 불분명함에도 일본군의 적정을 파악하기 위해 이문욱을 끌어들이고자 했던 것으로 보인다.
이처럼 손문욱의 정체는 밝혀내기 어렵다. 김계생이 이용순(李用淳)에게 보낸 편지에서 밝힌 이문욱의 출신 또한 신뢰하기 어려운 부분도 있다. 히데요시가 이문욱을 고니시의 부장으로서 부산으로 보냈다는 것은, 이문욱이 일본군 진영을 빠져나와 조선 진영으로 투항하는 과정에서 자신을 일본내에서 중요한 위치에 있고 일본 내부 사정에 능통한 인물로 포장하기 위해서, 히데요시의 양자를 사칭하였을 가능성이 가장 유력하다. 정말로 히데요시의 양자인 경우, 히데요시의 밀정으로 조선에 들어와 조선과 일본 조정을 오가는 이중간첩이었을 수도 있지만, 일본 내 이문욱과 히데요시의 관계를 증명해줄 문헌은 전혀 없다.
일부 다큐에서는 이문욱(손문욱)이 일본 조정으로부터 거제도를 다스리는 호장으로 봉분되었다는 내용도 있어, 그가 경북 청도에서 잡혀 일본으로 끌려간 사람이라는 기록과 잘 맞지 않는 부분도 있다.

## 손문욱과의 관련성
선조실록 104권 선조 31년 9월 23일조에 기재된 전라도방어사(全羅道防禦使) 원신(元愼)의 보고에 의하면, “남해(南海)에 있던, 왜적에게 귀부한 유학(幼學) 이문욱이 적의 진중으로부터 나와 적정을 알려 왔습니다.”고 하였다. 즉 이문욱을 이순신 수하에 있던 남해 왜적 출신이라는 손문욱(孫文彧)과 동일 인물로 묘사된다.
선조실록에서도 이순신 휘하에 있던 이문욱과 손문욱이 같은 인물로 묘사된다. 선조실록 106권 선조 31년 11월 27일조에 좌의정 이덕형(李德馨)의 보고에 관한 사신(史臣)의 논(論)에 “이순신이 가슴에 적탄을 맞아 운명하였을 때 그 아들이 곡을 하려 하는데, 이문욱(李文彧)이 곡을 그치게 하고 옷으로 시신을 덮었다.”고 기록되어 있다. 한편 선조실록 107권 선조 31년 12월 18일조에 기재된 도원수(都元帥) 권율(權慄)의 장계에는, 이순신이 사망하자 손문욱(孫文彧)이 갑판 위에 올라 직접 전투를 지휘하고 독전하는 임기응변을 발휘하여 혈전을 벌이면서 전투를 승리로 이끌었다고 기록되어 있다. 두 기록을 살펴보면 이문욱과 손문욱은 동일 인물임을 알 수 있다.
선조실록 내에서 이문욱과 손문욱이 등장하는 시기에 대하여 살펴보면, 시간순으로 먼저 이문욱이라는 이름이 등장하고 후에 손문욱으로 개명되어 등장한다. 구체적으로 살펴보면, 이문욱이라는 이름으로 등장하는 기사는 선조실록 87권에 1건, 89권에 2건, 104권에 1건, 106권에 1건이다. 반면 106권 선조 31년 11월 2일조 이덕형의 치계(馳啓) 이후부터는 손문욱이라는 이름으로 등장한다. 106권 내에서 이문욱이라는 이름으로 등장하는 기사는 선조 31년 11월 27일조 사신(史臣)의 논(論) 부분인 바, ‘사신(史臣)의 논(論)’이라는 것이 전투 현장에서가 아니라 조정에서 추가되었다는 점, 또한 사건 당일이 아닌 후일 추가될 수 있다는 점을 고려한다면, 실제 전투 현장에서 ‘이문욱’이 ‘손문욱’이라는 이름으로 통용되기 시작한 최초의 문서는 이덕형의 치계이며, 이덕형이 치계를 작성한 시기인 선조 31년 11월 2일보다 조금 앞선 시기부터 ‘손문욱’이라는 이름이 현장에서 통용되었을 것으로 보인다.
전투 현장에서 이문욱에서 손문욱으로 바뀌어 통용되기 시작한 이유는 불명하나, 아마도 손문욱이 일본군 진영을 나와 조선군에 투항하면서 성(姓)이 바뀐 것으로 보인다. 선조실록 104권 선조 31년 9월 23일조에 기재된 전라도방어사 원신의 치계에 ‘남해에 주둔한, 왜적에 귀부한 유학 이문욱(南海附賊人幼學李文彧)이 적의 진중에서 나왔다’고 기록되어 있으며, 원신의 치계 바로 다음에 오는 전투현장에서의 보고는 선조실록 106권 선조 31년 11월 2일조 이덕형 치계인데, 여기서 이덕형은 “손문욱과 남해에서 나온 사람들(孫文彧及南海出來人)을 진린(陳璘)에게 보내어 모의하게 하였다”고 서술하였다. 이점에서 ‘이문욱’이 남해의 일본군 진영에서 탈출하여 조선군에 투항한 직후, 손문욱이라는 이름을 되찾은 것이 아닌가 생각된다.
이문욱에서 손문욱이 된 것은 확실한 증거는 없지만, 항왜로서 조선식 성으로 창성(創姓)하였거나 조정으로부터 사성(賜姓)되었으리라 추측할 수 있다. 김충선(金忠善)과 같이 김, 이, 박 등의 성씨로 창성한 항왜 사례도 있었거니와,  사는 지역 호족 성씨로 창성하는 경우가 있었다. 고대부터 영남 지역에는 밀양 손씨(密陽孫氏), 경주 손씨(慶州孫氏), 일직 손씨(一直孫氏 혹은 안동손씨安東孫氏) 등이 흔한 성씨로서 자리잡고 있었기에, 이문욱이 손씨로 창성하였으리라 추측할 수도 있지만 확실한 증거는 없다.

## 공적의 누락
선조실록(宣祖實錄) 107권 선조 31년(1598) 12월 18일조 도원수(都元帥) 권율(權慄)의 보고에 “통제사 이순신이 전사한 뒤에 손문욱 등이 임기응변으로 잘 처리한 덕택에 죽음을 무릅쓰고 혈전하였다.”고 기록되어 있다. 같은권 12월 25일조 기사에는 군공청(軍工廳)이 손문욱의 공적에 대하여 “싸움을 독려하고 지휘한 공은 당상직(堂上職)으로 초수(超授)하여도 아깝지 않다”고 평가한 것이 기재되어 있다.
그러나 손문욱의 서훈에 대하여 이의가 제기되기도 하였다. 선조실록 109권 선조 32년(1599) 2월 8일조에는, 형조정랑(刑曹正郞) 윤양(尹暘)이 고금도(古今島) 통제사 주둔지에 가서 왕명을 전할 때 현지 군인들이 소청한 내용을 조정에 보고한 것이 기재되어 있다. 소청 내용 중 하나는, 이순신이 노량해전에서 탄환에 맞고 사망하였을 때 곡하던 사람들의 입을 막아 이순신의 사망이 새나가지 않게한 뒤 전쟁을 독려한 것은 군관(軍官) 송희립(宋希立)이었으며, ‘왜놈에게 붙잡혔던 하찮은 포로(幺麽奴擄)’ 손문욱이 송희립의 공을 가로챘으니 바로잡아줄 것을 요청한다는 것이다.
최종적으로 손문욱은 조정으로부터 공적이 인정되었다. 선무원종공신록권(宣武原從功臣錄券)에도 “절충장군(折衝將軍) 손문욱은 2등공신으로 책록되었다.”고 기록되면서 손문욱의 공은 인정되었음이 확인된다.
그러나 인조반정 이후 이식(李植, 1584∼1647) 등에 의하여 편찬된 선조수정실록(宣祖修正實錄) 32권 선조 31년(1598) 11월 1일조에는 “순신이 말하기를 ‘싸움이 지금 한창 급하니 내가 죽었다는 말을 하지 말라.’하고 절명하였고, 조카 이완(李莞)이 순신의 죽음을 숨기고 급하게 싸움을 독려하였으니, 군중에서도 알지 못하였다.”고 기록되어 있어, 이문욱(손문욱) 대신 이완의 이름으로 대체되어 있다. 선조실록 기록은 권율이 보고한 것을 그대로 인용한 반면, 선조수정실록 기록은 구체적인 서술자가 등장하지 않은 채 사건의 정황을 정리하고 서술하는 형식이기에, 선조실록 기록이 신빙성이 더 높아보인다.
이순신과 같이 덕수 이씨(德水李氏)이기도 한 이식(李植)이 작성한 충무공시장(忠武公諡狀)에도 충무공이 죽자 조카 완(莞)이 그 사실을 숨기고 기를 들고 독전하였다 하였으나 손문욱에 대한 기록은 전혀 없다. 이순신의 신도비문에도 손문욱이 등장하지 않고 있으며, 선무원종공신록권(宣武原從功臣錄券)에 주부(종6품) 이완은 3등공신으로 책록되어 있으나, 이문욱에 관한 기록은 누락되었다. 이순신의 최후를 지켜보고 전투 지휘를 대신한 인물에 대하여, 선조실록(광해군 때 편찬)에서는 이문욱(손문욱)이라 한 반면, 선조수정실록(인조 때 편찬), 충무공시장, 신도비문 그리고 국사사전 등에는 이완으로 기록하고 있다.
광해군일기(인조 때 편찬) 광해군 9년(1617) 11월 25일조 인목대비 폐비 문제에 관하여 손문욱이 동조한 사실을 기록하고 있다. 인목대비 폐비는 인조반정의 중요한 명분으로 그에 연루된 인사들은 숙청되고, 동조한 인사들은 멸문되었다. 손문욱은 항왜 출신이라는 등 출신 성분이 불분명한 인물이었기에 더욱 가혹하게 역사에서 공적이 삭제되었던 것으로 보인다. 이로 인하여 인조반정 이후에 편찬된 선조수정실록 등에는 손문욱 대신 이완으로 바뀌었으며, 이후 기록에서도 이를 정설로 받아들여 작성한 것으로 보인다.
인조반정 이전에 작성된 기록에서 손문욱은 탄환을 맞고 사망한 이순신을 대신하여 전투를 지휘한 것 등, 손문욱은 정유재란 시기 공적이 전쟁 이후 조선조정으로부터 인정된 것은 분명하다. 그러나 광해군 시기 손문욱이 인목대비 폐비에 찬성하였고, 반정 이후 인조가 즉위하면서 폐비론에 찬성한 인물들이 숙청되는 가운데 손문욱도 숙청되면서 그의 공적도 삭제되었던 것으로 보인다. 이 점은 인조 시기에 편찬된 선조수정실록에도 적용되었는데, 특히 선조수정실록 편찬자의 한 명인 이식은 이순신과 같은 덕수 이씨였기에, 동족인 이순신이 손문욱에 연루되지 않도록 손문욱 공훈기사를 선조수정실록에 모두 누락시킨 것으로 보인다. 손문욱 관련기사 수를 살펴봐도, 선조실록에는 ‘이문욱’으로 5건, ‘손문욱’으로 40건이 검색되지만, 선조수정실록에서는 ‘손문욱’으로만 단 1건 검색될 뿐이다.

## 이후의 공적
선조실록과 광해군일기에 의하면, 왜의 사정을 잘 아는 손문욱은 왕명에 의해 대마도에 다녀오고 유정(惟政)과 함께 일본에 다녀와 대왜(對倭)교섭에 큰 역할을 하였다고 기록되어 있다.
선조실록 207권 선조 40년(1607) 1월 14일조에는, 전(前) 만호(萬戶) 손문욱이 임인년(선조 35년, 1602) 대마도(對馬島)에 왕래한 공으로 갑진년(선조 37년, 1604) 당상관으로 승품되었다고 기록되어 있다.

## 같이 보기
- 도요토미 히데요시
- 고니시 유키나카
- 양부하(梁敷河, 1580~1675) - 심유경(沈惟敬)과 함께 도요토미 히데요시를 독살
- 김계생
- 김충선
- 항왜